# Dolkun Muztag
Der Dolkun Muztag ist ein 6355 m hoher vergletscherter Berg im östlichen Pamir-Gebirge in Xinjiang (VR China).
Der Dolkun Muztag befindet sich im Tadschikischen Autonomen Kreis Taschkorgan im Regierungsbezirk Kaschgar. Der Berg ist Teil des Muztagata-Massivs. Zum 7509 m hohen und 11,7 km nordnordwestlich gelegenen Muztagata führt ein Bergkamm. Der 6858 m hohe Kokosel Tagh und der 7028 m hohe Koskulak Tagh erheben sich zwischen diesen beiden Bergen.

## Besteigungsgeschichte
Die Erstbesteigung gelang einer japanischen Bergsteigergruppe (Yuka Komatsu, Tatsuya Aoki und Kazuya Hiraide) am 15. August 2004.